# Протистояння після матчу «Динамо» (Київ) — «Спартак» (Москва)
Протистояння після матчу «Динамо» (Київ) — «Спартак» (Москва) — події протистояння футбольних уболівальників у Києві після матчу, що відбувся 20 вересня 1987 року. У кулачній бійці з обох сторін брали участь як мінімум сотні вболівальників. Зі сторони вболівальників «Спартака» в протистоянні брали участь як безпосередньо вболівальники цієї команди, так і вболівальники інших московських клубів, які приїхали підтримати російський клуб, таких як «ЦСКА», «Торпедо», «Динамо (Москва)». На стороні вболівальників «Динамо» також виступали вболівальники інших українських клубів, особливо команди «Карпати (Львів)». За різними джерелами відомості про кількість учасників і окремі деталі протистояння різняться, офіційних новин про цю подію майже не було.
Перші поодинокі бійки почалися ще до матчу, але вони не вилилися в масове протистояння і були припинені з початком матчу. Матч відбувався відносно спокійно і завершився футбольною перемогою гостей 0-1, що розгнівало вболівальників господарів. Масове протистояння почалося після фінального свистка матчу на виході зі стадіону та швидко перекинулося на вулиці Києва. У висліді боїв на вулицях Києва вболівальників «Спартака» відтіснили до вокзалу, після чого почалася найзапекліша бійка — протистояння безпосередньо на території вокзалу, результатом чого стали розгромлені поїзди «Москва» — «Київ», які були на перонах, і командний автобус гостей. Неофіційний гімн уболівальників «Спартака» й сьогодні містить куплет про матч 20 вересня 1987 року.